# Steenvoorde-Noord
Steenvoorde-Noord is een wijk in het noorden van de Nederlandse gemeente Rijswijk (Zuid-Holland) en is de grootste woonwijk in die stad. 
De naam Steenvoorde komt van de historische buitenplaats Steenvoorde in Rijswijk, een middeleeuws kasteel uit de 13e eeuw.
Een voorde is een doorwaadbare plaats in een waterloop. Steenvoorde is dus vermoedelijk een soort stenen brug geweest en dat was speciaal omdat de meeste bruggen van hout waren in die tijd.
De wijk bestaat uit de buurten Ministerbuurt, Presidentenbuurt, Strijp en Overvoorde.

## Accommodaties
Steenvoorde-Noord kent verschillende accommodaties, o.a.:
- Meerdere kinderopvangen
- 1 basisschool
- Verschillende medische praktijken
- Zwembad de Schilp
- Voetbalvereniging Haaglandia
- Korfbalvereniging Refleks

In het complex van zwembad de Schilp wordt er onder andere zaalvoetbal, volleybal en korfbal beoefend.